# アセチルフェロセン
アセチルフェロセン(Acetylferrocene)は、有機鉄化合物の1つで、化学式は、(C5H5)Fe(C5H4COMe)である。1つのシクロペンタジエニル配位子にアセチル基が付加している。橙色で、空気中で安定な固体であり、有機溶媒に可溶である。
通常は無水酢酸を用いて、フェロセンをフリーデル・クラフツ アシル化反応することにより合成できる。
Fe(C5H5)2  +  Ac2O   →   (C5H5)Fe(C5H4Ac)  +  HOAc
この実験は、アシル化とクロマトグラフィー分離を説明するために、教育目的で行われることがよくある。
アセチルフェロセンは、還元してキラルアルコール(C5H5)Fe(C5H4CH(OH)Me)にしたり、ビニルフェロセンの前駆体にしたりする等、多くの誘導体に変換される。酸化誘導体アセチルフェロセニウムは、研究において1電子酸化剤として用いられる。